# 威廉·利斯特
威廉·西格蒙德·瓦爾特·李斯特（德語：Wilhelm Siegmund Walther List，1880年5月14日—1971年8月17日）是一位德國陸軍將領，最高軍階為元帥。
李斯特雖未上過任何軍事學校，但於1898年滿18歲時參軍，在第一次世界大戰期間主要擔任參謀職務。戰後李斯特繼續留在魏瑪共和國軍中，在德軍山地部隊的組建以及發展《凡爾賽條約》中禁止的參謀培訓中發揮重要作用。1933年納粹黨執政後，李斯特擔任高級指揮職務。
1939年9月第二次世界大戰爆發時，李斯特指揮第14軍團，在波蘭戰役中表現出色，獲得了騎士鐵十字勳章；在法國戰役後晉升為元帅。李斯特在巴爾幹戰役進攻南斯拉夫與希臘時作為主要指揮官指揮了第12軍團，並在作戰結束後被任命為東南總司令，任職數月之久。在此職位上，李斯特因對游擊隊的行動實施針對平民的報復、犯下諸多違反國際法的行為。其後李斯特經歷一次闌尾炎手術，被派往極地戰區進行視察。1942年夏，李斯特接掌位於蘇聯南部的A集團軍指揮權。然而，李斯特未能滿足「元首」阿道夫·希特勒迅速攻佔高加索地區的期望，被後者解除職務、轉為預備役，再也沒有被任用。
戰爭結束前最後幾天，李斯特被美軍逮捕，並於1947年作為「人質審判」的主要被告，因其擔任東南歐最高長官期間處決游擊隊和平民，被判處無期徒刑，但僅服刑五年便於1952年因健康原因獲釋。李斯特回到加米施-帕滕基興的住所，在那裡半受限制地生活，直到1971年去世，享年91歲。

## 生平

### 早年
威廉·西格蒙德·瓦爾特·李斯特於1880年5月14日出生在德國南部符騰堡王國烏爾姆附近的奧伯基爾希貝格村（Oberkirchberg，今伊勒基希貝格之一部）的一個天主教家庭，其名取自祖父。父親瓦爾特·李斯特（Walter List）是一名全科醫師，母親則是較父親年長八歲的克莉絲汀·紹恩（Christine Schorn），為來自科堡拉姆的商人兼地主之女。1890年，李斯特的父母搬到慕尼黑，而李斯特即進入路易波爾德文理中學就讀，1898年畢業。1898年7月15日，18歲的李斯特以候補軍官身份加入巴伐利亞陸軍第1工兵營。1899年2月8日，晉升為准尉，1900年3月7日晉升為少尉。3月21日，被調到第3工兵營。1902年10月1日至1904年9月30日，李斯特就讀於巴伐利亞皇家砲兵與工兵學校，後於1904年1月返回第1營擔任營副官。1908年3月9日，晉升中尉。1908年10月1日，李斯特又於巴伐利亞戰爭學院深造，接受總參謀部軍官、軍事鐵路事務和要塞戰爭事務相關的培訓。1911年，李斯特在基青根與海德薇格·克萊因施羅特（Hedwig Kleinschroth）結婚，兩人育有一子二女。
1911年9月30日，李斯特於巴伐利亞第1步兵團「國王」團服役一年，擔任排長，後轉任英戈爾施塔特要塞，之後又被調往巴伐利亞總參謀部，並在1914年3月19日正式加入該單位。1913年3月22日，李斯特晉升上尉。

### 第一次世界大戰
1914年8月2日，第一次世界大戰爆發四天後，李斯特被調至巴伐利亞第2軍任第四參謀官職務，參加包括洛林、索姆河、伊珀尔、法蘭德斯、拉巴塞、亞眠等地的戰鬥，1915年冬，由於病重，李斯特曾動過一次手術。1916年，李斯特被調往東線，在巴爾幹地區服役數個月，與許多保加利亞和土耳其軍官建立了友誼，並成為巴爾幹半島事務的專家，這對他第二次世界大戰的職業生涯產生深遠影響。1916年5月31日至8月21日，李斯特曾短暫於巴伐利亞戰爭部服役，隨後擔任「馮·施特蘭茨」特遣軍團司令部的第二參謀官。1917年2月8日，李斯特成為巴伐利亞第8後備師（駐特蘭西瓦尼亞和法蘭德斯）的第一參謀官，最終於1918年3月18日再次回到巴伐利亞戰爭部，並留任到德意志帝國投降和戰爭結束。
有些資料描述後來的「元首」阿道夫·希特勒曾在李斯特的團下服役，但後者實際上是另外一位姓李斯特的軍官。

### 戰間期
戰後李斯特曾參與軍方與巴伐利亞政府的談判，之後萌生退役的念頭。然而库尔特·艾斯纳遇刺後，李斯特加入弗朗茨·里特·馮·埃普指揮的埃普自由軍圖參與鎮壓巴伐利亚苏维埃共和国的行動。1919年9月26日，李斯特晉升為少校。1923年4月至1924年10月，李斯特出任駐肯普滕的巴伐利亞第19步兵團第3獵兵營營長，並於1923年10月1日晉升為中校。在此職位上李斯特對德軍山地步兵的發展起到重要作用，其本人也熱愛登山、滑雪、攀岩運動，積極支持著這支尚處萌芽階段的新兵種，第3獵兵營也是德軍山地部隊的種子部隊。在此期間李斯特也參與了對阿道夫·希特勒率領的納粹黨叛亂——「啤酒館政變」的鎮壓行動。
接下來數年一直到納粹黨於1933年執政為止，李斯特一直在多個參謀軍官訓練單位任職。由於《凡爾賽條約》禁止此類培訓，故這些行動都是祕密進行，並採用誤導性的稱呼作為掩護，如「指揮官輔助培訓」。1924年10月1日至1926年9月1日，李斯特擔任第7師第一參謀，並兼任第7軍區指揮官輔助培訓事務主任，其後4年一直在國防部訓練處任職。1927年3月1日，晉升上校，並被任命為該處處長。在此期間，李斯特與後來晉升為元帥的维尔纳·冯·勃洛姆堡和瓦爾特·馮·布勞齊區建立了密切的聯繫。1930年2月1日，李斯特出任威瑪共和國唯一的軍事院校——德累斯顿阿尔贝城國防軍步兵學校校長。1930年11月1日，晉升少將。1931年間李斯特曾在校內對參加國家社會主義政治活動的軍校學員進行紀律處分，有歷史學者認為可能是這件事使後來希特勒對李斯特產生惡感。1932年10月1日，李斯特晉升為中將。
1933年納粹黨上台執政，同年10月1日，李斯特接任駐紮薩克森第4軍區司令兼第4師師長。1935年10月1日，晉升步兵上將，並被任命為第4軍司令。1938年，國防軍發生「勃洛姆堡-弗里奇事件」，希特勒藉此去除軍中反對勢力，由於李斯特在此事件中支持希特勒而躲過清洗。2月，李斯特出任駐卡塞爾的第2集團軍司令。4月1日，在德奧合併後，李斯特出任在維也納新成立的第5集團軍司令，負責將奧地利軍隊併入德國國防軍的相關事務。與德國不同，奧地利軍官被允許參與政治，而此時的奧軍軍官團內部分裂、呈緊張局勢，李斯特於5月10日向陸軍人事辦公室提交了《奧地利軍官團特別條例案》，建議退役曾擔任法官、政治活躍程度過高的軍官，最終共有994名奧地利軍官被納入國防軍、40名軍官經審查後被處以不名譽退役。同年秋季，李斯特的第5集團軍被更名為第14軍團，負責準備入侵捷克斯洛伐克。1939年4月1日，李斯特晉升大將。

### 第二次世界大戰

#### 波蘭戰役與法國戰役
1939年9月1日，德軍入侵波蘭，第二次世界大戰爆發，李斯特指揮第14軍團被佈署於右翼，負責自斯洛伐克出發向波蘭利沃夫方向進攻，成功俘虜波軍64000名士兵，並因此於9月30日作為第一批獲得騎士鐵十字勳章的德軍官兵。10月25日，李斯特調任第12軍團司令。在波蘭戰役期間，李斯特接到了大量關於親衛隊和別動隊對波蘭平民及猶太人施暴的投訴。李斯特反對殺害平民的行為，並在9月20日要求部隊阻止這類暴行，然而也同時提醒部下，波蘭人是德國人民的敵人，並聲稱有關暴行的報導被誇大了。
1940年5月10日，德軍發動西線攻勢。李斯特率領第12軍團進攻盧森堡，成功突破法國在阿登地區的防線，並在5月15日前徹底突破馬其諾防線的防禦，是最早突破該防線的德軍部隊。5月20日，李斯特部抵達埃納河地區，並在當地成功指揮了多場防禦戰至6月初。最終，李斯特的部隊推進到蓬塔利耶，由於其功績，李斯特於1940年7月19日晉升為元帅 。

#### 巴爾幹戰役

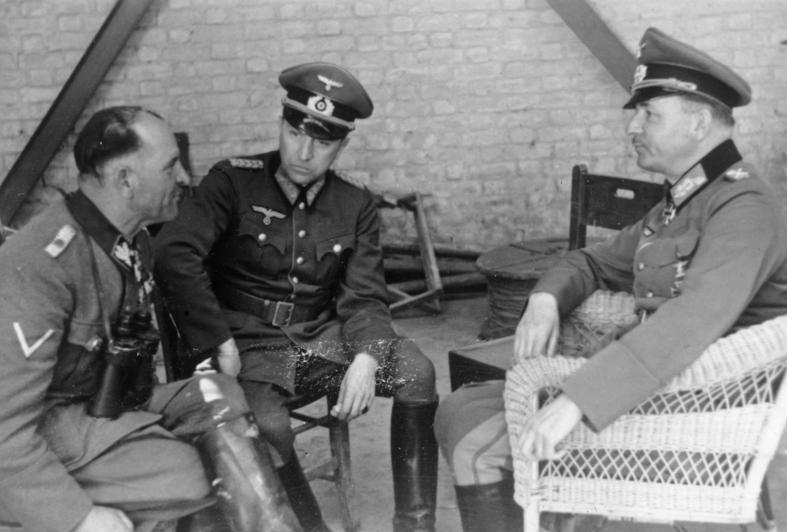
希臘戰役期間的李斯特、和約瑟夫·迪特里希（由右至左）

由於自1940年10月起義大利對希臘的入侵戰爭久攻不下，對希特勒即將發動進攻蘇聯的「巴巴羅薩行動」形成威脅，英軍可能以希臘為跳板攻擊對德國來說至關重要的羅馬尼亞普洛耶什蒂油田。因此1941年4月6日星期日上午5點15分，德軍發動「瑪莉塔作戰」，從保加利亞出發，與馬克西米利安·馮·魏克斯大將的第2軍團、亞歷山大·勒爾航空兵上將的第4航空隊，以及其他兩支軸心國軍隊一同對希臘展開進攻。
在猛烈的炮火攻擊後，德軍機械化部隊開始對梅塔克薩斯防線發動猛烈進攻。防線大部分區域在最初幾天都守住了，以至於次日中午，李斯特還在考慮重新組織兵力以突破防線。然而，南斯拉夫軍隊未能維持堅固的陣線，導致同一天德國第20軍（由格奧爾格·施圖姆中將指揮）突破了抵抗，向史高比耶推進；而東線，第2裝甲師沿著瓦尔达尔河前進，於4月8日夜間佔領塞萨洛尼基，希軍東馬其頓兵團別無選擇，只得投降；而西馬其頓兵團則在德軍於克萊迪山口戰役中突破防線、包圍希軍後接到了撤退命令。
此時希臘和英國部隊已陷入絕境，南斯拉夫軍隊已於4月17日投降，而希臘第3軍團司令喬治·索拉科魯意識到大勢已去，於是決定向德國人簽署投降協議。既然無法阻止德軍，那麼向其而非義大利軍投降，至少可以阻止後者進入伊庇鲁斯地区。1941年4月21日，由索拉科魯率領的希臘代表團在拉里萨向李斯特和約瑟夫·迪特里希簽署投降書，條件對希臘一方來說是相當體面的。出於對希臘官兵英勇表現的讚賞，李斯特允許投降的希臘軍士兵在交出武器後回家，軍官甚至還被允許保留隨身武器，這些要求也得到希特勒的許可。
然而，李斯特的做法引起義大利「領袖」貝尼托·墨索里尼的強烈不滿，後者於同日向希特勒要求希軍也要向義大利軍投降。因此，希軍不得不在4月23日於薩洛尼卡向義大利第11軍團阿尔贝托·费雷罗將軍舉行第二次投降儀式，由於李斯特拒絕參加，德方只得由最高統帥部作戰課長阿爾弗雷德·約德爾大將作為代表。1941年5月3日，德國部隊在雅典舉行了盛大的閱兵式。李斯特以「榮譽嘉賓」身份出席，身旁是庫爾特·斯圖登特上將和斐迪南·舍爾納中將。
李斯特在希臘戰役的第二階段——克里特島戰役（水星行動）中僅作為支援德國空軍的角色。5月20日，德軍空降獵兵遭受重創，李斯特曾主張應該取消本次行動，但斯圖登特的堅持最終挽救了局面。

#### 東南歐最高長官
6月9日，李斯特被任命為東南總司令，駐紮於雅典，主要任務是維護德佔區的秩序和保障通往克里特島的海上運輸，並與義大利和保加利亞軍隊合作，「塞爾維亞」、「塞薩洛尼基-愛琴海」和「希臘南部」三處佔領區的部隊均受李斯特指揮。德軍在巴爾幹地區的統治很快就出現以共產主義為意識形態基礎的游擊隊反抗勢力，由於後者不穿制服進行戰鬥（違反國際法），因此隨時可以混入於平民內。魏克斯為此於1941年4月發布命令，規定在游擊隊襲擊地點附近的所有成年男性平民都應被槍斃。李斯特也遵循這一精神，於1941年9月下令對上、下凱爾迪利亞村進行屠殺，以處決當地居民來報復游擊隊的襲擊。歷史學家马克·马佐尔認為：
無論是斯圖登特還是李斯特，都不能被描述為堅定的納粹分子。李斯特尤其是一位有教養、虔誠的人士，與希臘有著家族關係（其侄女還嫁給了康斯坦丁·罗格索托伯罗斯）。然而，兩人都毫不猶豫地對任何武裝抵抗行為實施最殘酷的政策。
1941年10月15日，李斯特因病被迫返回德國接受闌尾切除手術，進行長時間的休養，有9個月的時間沒有擔任過任何職務。李斯特曾一度被指定即將離任的威廉·馮·里布元帥的繼任者，但1942年春被派往挪威和芬蘭北部視察當地防禦工事、防止被英軍登陸。

#### A集團軍司令
1942年6月26日，在最高統帥部部長威廉·凱特爾及陸軍參謀長弗朗茲·哈爾德的強烈推薦下，希特勒任命李斯特擔任位於蘇聯南部的A集團軍司令，這支部隊自南方集團軍分拆而來，與B集團軍作為德軍夏季攻勢「藍色方案」的主力，李斯特部負責奪取羅斯托夫，隨後佔領黑海整個東岸地區，以此消滅蘇聯黑海艦隊、奪取高加索油田、向巴庫油城挺進，而由魏克斯指揮的B集團軍則向伏爾加河和史達林格勒挺進，此一計劃目標過於宏大，以至於李斯特與其參謀長一度以為最高統帥部可能掌握什麼己方未知的情報才敢於如此規劃。儘管李斯特的部隊成功佔領如庫班地區的克拉斯諾達爾等部份目標，但蘇軍已習得過往經驗，主動撤退使德軍難以將其圍殲，更糟的是，希特勒於7月31日抽調A集團軍中的第4裝甲軍團至B集團軍，削弱了李斯特在高加索戰區的實力，特別是這兩支部隊相隔甚遠，補給線過長且混亂不堪。8月30日，德軍於莫茲多克渡過了捷列克河，但面對蘇軍激烈的抵抗難有進一步成果，9月初，德軍被迫轉入防禦。
由於進展緩慢，希特勒於9月7日派遣約德爾至李斯特位於史達林諾的指揮部視察情況，返回後約德爾支持李斯特建議重組戰線的意見，並表示後者已盡其所能，希特勒隨即對約德爾嚴厲批評，但令希特勒意外的是，約德爾對其反唇相譏。希特勒對此甚為憤怒，決定在史達林格勒戰役後以第6軍團司令弗里德里希·保盧斯大將取代約德爾，並將後者送上軍事法庭，而哈爾德因為同樣支持李斯特，也在9月底被希特勒解除陸軍參謀長職務。9月10日，希特勒由凱特爾負責傳遞的命令生效，李斯特被解除A集團軍司令職務，被編入元首預備隊，從此再無擔任軍事職務或被召見。

### 審判與晚年

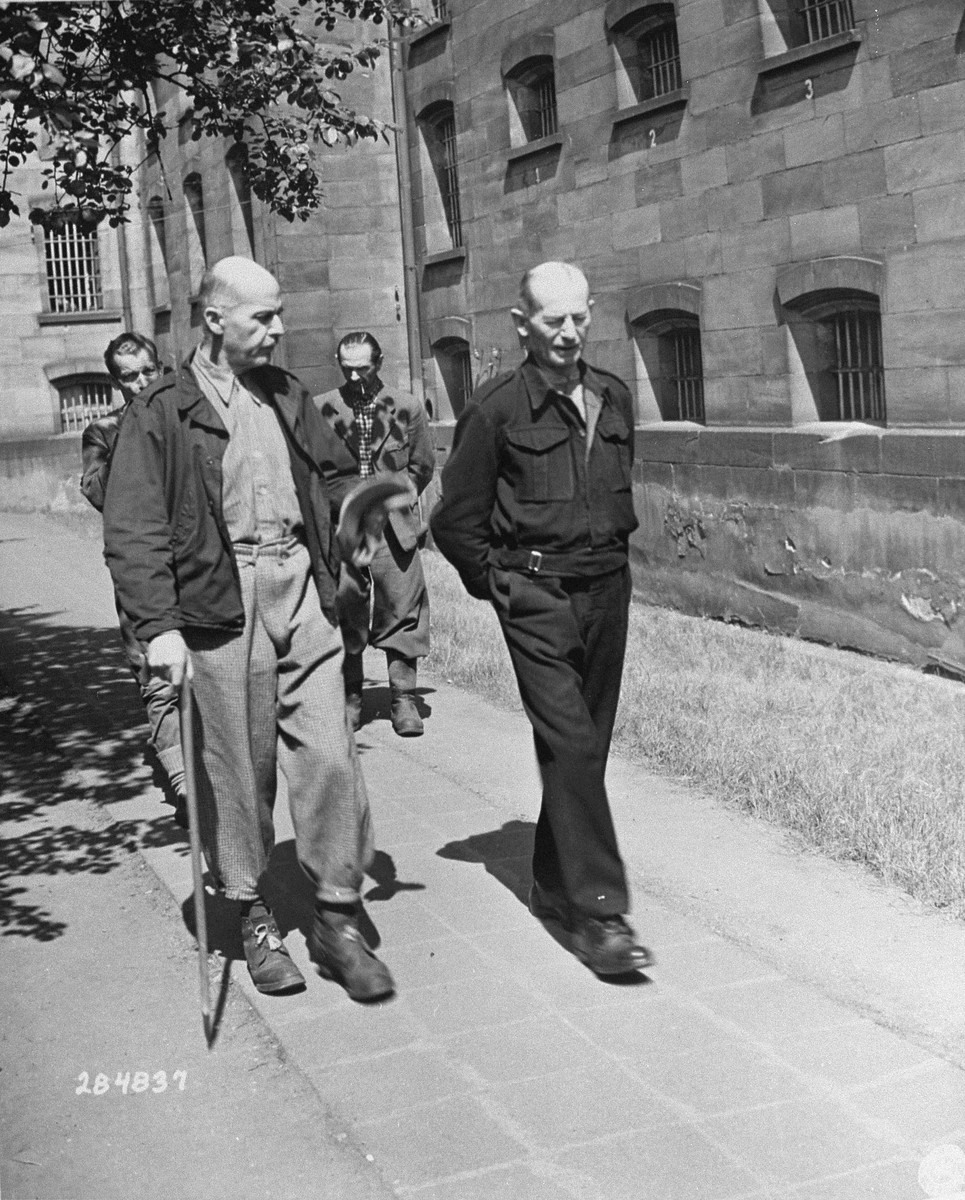
李斯特（左）與前第12軍團司令瓦爾特·昆策工程兵上將於「人質審判」期間在監獄庭院散步

李斯特於1945年4月30日在加爾米施-帕滕基興被美軍俘虜。1947年5月10日，紐倫堡主要德國戰犯的判決結束後，第七號案件「人質審判」，或又稱「李斯特審判」或「東南戰區將軍審判」（官方名稱為「美國訴威廉·李斯特等人」案）也隨之展開。除了李斯特，還有馬克西米利安·馮·魏克斯元帥、胡貝特·蘭茨山地兵上將、洛塔爾·倫杜利克大將等共計12名將軍，全因在巴爾幹地區的戰爭罪行而受到指控，審判共持續117天。期間，李斯特先是辯稱任何報復命令都是直接從最高統帥部繞過自己的司令部、直接發到戰地指揮官手上，之後又為嚴酷的反游擊戰措施辯護，稱自己內心反對此類手段，但布爾什維克遊擊隊的「背信棄義和殘酷的地下恐怖主義」首先在該地區違反了國際法，迫使他們不得不嚴厲地予以回應。李斯特也對自己人道主義、希望盡快鎮壓游擊隊起義的願望，為何會受到法庭如此嚴厲的評判而感到困惑。法庭對李斯特的判決如下：
證據顯示，在南斯拉夫和希臘武裝部隊投降後，兩國均在國際法意義上被佔領。證據進一步顯示，在李斯特擔任東南地區武裝部隊司令期間，兩國仍處於被佔領狀態。從記錄中可以清楚地看出，在該期間發生的事件中，參與其中的游擊隊員不能根據先前公布的規則被視為合法交戰方。因此，我們同意被告李斯特的論點，即他所面對的游擊隊員並非合法交戰方，因此在被俘後不適用戰俘待遇。我們不得不承認，這些游擊隊員是「自由射手」（非法武裝人員），在被俘後可以被處決。因此，被告李斯特在擔任東南地區武裝部隊司令期間，因在南斯拉夫和希臘處決被俘游擊隊員，不負任何刑事責任。
此外，李斯特在涉及《政治委員令》的處決案件中亦被判無罪，而被判定有罪的部分包括：
- 第一項指控：在希臘、阿爾巴尼亞與南斯拉夫，因下令逮捕人質與進行報復性處決，導致數十萬平民遭到大規模殺害。
- 第三項指控：對戰俘的殺害與虐待，任意將合法戰鬥員定性為「游擊隊員」，否認其戰俘地位，並加以殺害。

李斯特被判處終身監禁，於蘭茨貝格監獄服刑，而其後因西德重新武裝問題，美國派遣高級專員约翰·J·麦克洛伊對於部份前德國軍政領袖實施赦免，但麦克洛伊拒絕赦免李斯特，並在官方報告中指出：
委員會建議不減輕前軍官威廉·李斯特和華瑟·昆策的刑期，我也無法找到任何可為他們辯解的理由。他們明顯積極執行其部隊的恐怖政策。
作為高階指揮官，他們的行為為該地區的殘暴行為定下了基調，而他們親自下達的命令，讀起來只能被理解為在鼓勵更進一步的暴行。簡而言之，這兩起案件的問題，不只是單純地傳遞明顯非法命令這麼簡單——即便那樣也已經嚴重。儘管我們努力考慮了當地游擊與民兵戰爭所帶來的困擾與挑戰，但仍無法否認，正如審查委員會所發現的，這些身居高位的軍官，不論是作為命令的執行者或縱容者，其行為已經遠遠超過了合理軍事考量的界限。
雖然軍事法庭承認，在極端情況下、作為最後手段，依一定限制處決人質在這類戰爭中或許可以被視為一種附隨行為，但證據顯示，許多遭到處決者其實是上百名吉普賽人、猶太人與其他完全與德軍遭襲無關的人。他們不僅與事件地點無關，甚至與事件發生的原因也毫無牽連。此外，這些人質的處決往往是以極為任意且嚴重失當的比例進行的，與實際事發情況完全不符。
審查委員會建議，鑑於李斯特與昆策年事已高，可能患有足以影響判刑執行的健康問題，應考慮是否需要進一步的醫療檢查，以判斷是否適合給予醫療假釋。根據這項建議，也根據美國在德國監獄管理上已行之有年的慣例，我已下令對兩人進行健康檢查，並要求提交報告，作為進一步裁定的依據。
至於其他因報復過當而被起訴的軍官，有些則獲得減刑，因為他們責任較輕，或有證據顯示他們在行動中表現出某種程度的人道考量。
李斯特於1952年12月24日因健康原因獲釋，回到了加米施-帕滕基兴定居，但並未完全自由，例如1957年美國人以健康原因拒絕了他前往南蒂羅爾的請求。1971年8月16日，李斯特於加米施-帕滕基兴去世，是1940年7月19日晉升為元帥的12名將軍中的最後者，享年91歲。

## 軍事才能與評價
李斯特被認為可能是希特勒手下最被忽視和低估的一名元帥，儘管其出身步兵，卻善於指揮裝甲部隊，在波蘭戰役與法國戰役的表現可稱之為出色，而在南斯拉夫與希臘則堪稱卓越。保羅·卡雷爾評論李斯特是位「受過巴伐利亞總參謀部的舊式訓練，在波蘭和法國戰役中功勳卓著。一位聰明、冷靜、精明的戰略家，從不故步自封或衝動行事，深信周密計劃和卓越領導才是一切、厭惡任何軍事冒險。」
李斯特也曾協調過將領之間的衝突，如法國戰役期間其隸屬格特·馮·倫德施泰特下指揮第12軍團，而期間德軍裝甲兵將領海因茨·古德里安在突破默茲河後從希特勒處接獲停止前進的命令，並對此勃然大怒，向上級埃瓦尔德·冯·克莱斯特激烈反對，並提出辭呈。儘管克萊斯特已接受該辭呈，倫德施泰特仍委託李斯特協調其中衝突，了解事情原委後下達命令：「繼續實施戰鬥偵察。軍司令部還需停留在原地，以便於聯繫。」李斯特知道古德林會按照自己的方式解讀命令，也就是事實上放任其繼續前進，但又迴避了希特勒的指示，使事情得到部份解決，古德林在回憶錄中對此表達感謝，稱其有著「騎士精神」。另一位向來與上級難以相處的將領——埃尔温·隆美尔也在阿拉曼戰役前的1942年9月16日寫給妻子的信件中提及其正面看法：「我聽說李斯特元帥即將退休。你知道，我對他評價很高。」
李斯特對納粹黨採取冷淡的態度，在「長刀之夜」的政治清洗中，李斯特的德勒斯登軍區是除了慕尼黑軍區外唯一抗議親衛隊屠殺活動的軍區。反納粹勢力曾多次透過長期擔任李斯特第4軍參謀長職務的弗里德里希·奥尔布里希特與其接觸，但李斯特並未有所回應。李斯特在被解職後便再無任何活動，有傳言稱其拒絕希特勒贈與的50萬馬克，但並未受到證實，而在反納粹勢力於7月20日密謀案刺殺希特勒未果後，李斯特也並未向後者發送表達效忠的電報。

## 榮譽
資料來源：

| - 德意志帝國 鐵十字勳章：二級（1914年版） - 德意志帝國 鐵十字勳章：一級（1914年版） - 德意志帝國 霍亨索倫王室勳章：帶劍騎士十字級 - 巴伐利亞王國 柳特波德攝政王勳章 - 巴伐利亞王國 巴伐利亞軍功勳章：四級（帶劍皇冠） - 符騰堡王國 腓特烈勳章：二級騎士級（帶劍） - 奧匈帝國 軍功勳章（三級，帶戰爭勳飾） - 保加利亞王國 軍功勳章：騎士十字級 - 德意志帝國 重傷獎章：黑色（1918） - 巴伐利亞王國 傑出服務十字勳章：二級 | - 納粹德國 榮譽十字勳章1914/1918：帶劍十字 - 納粹德國 國防軍長期服役獎章：四級，4年 - 納粹德國 國防軍長期服役獎章：三級，8年 - 納粹德國 國防軍長期服役獎章：二級，12年 - 納粹德國 國防軍長期服役獎章：一級，25年 - 納粹德國 1938年3月13日紀念獎章 - 納粹德國 1938年10月1日紀念獎章，附「布拉格城堡」扣環 - 納粹德國 國防軍長期服役獎章：帶橡葉，40 年 - 納粹德國 二級鐵十字勳章扣環（1939年9月） - 納粹德國 一級鐵十字勳章扣環（1939年9月） - 羅馬尼亞王國 勇敢的米哈伊勳章，三級（1942年6月24日） - 羅馬尼亞王國 勇敢的米哈伊勳章，二級（1942年6月24日） - 納粹德國 1939年9月30日，以第14軍團司令身分獲得騎士鐵十字勳章 - 被《國防軍日報》提及一次（1941年4月9日） |

## 註腳
1. 1 2 3 4 5 6 7 8 9 10 11 12 13 14 15 16 17 18 19  Stumpf（1985年），第698-699页
2. 1 2 3 4 5 6 7 8 9 10 11 12 13 14 15 16 17 18  张瀚涛（2017年），第582页
3. 1 2 3 4 5 6 7 8 9  Geocities
4. 1 2 3  Lexikon der Wehrmacht
5. 1 2 3 4 5 6 7 8 9 10 11 12 13 14 15  Ritterkreuzträger 1939-1945
6. 1 2  Brett-Smith（1976年），第59页
7. ↑  Kaltenegger（1998年），第23页
8. ↑  Stahl（2015年），第388页
9. 1 2  张瀚涛（2017年），第583页
10. ↑  Rubenstein & Roth（1997年），第148页
11. 1 2  Christopoulos & Bastias（1978年），第444页
12. ↑  Mazower（1993年），第42页
13. 1 2 3  Stahl（2015年），第389页
14. ↑  Beevor（2004年），第124、192页
15. ↑  Meyer（2006年），第38页
16. ↑  Meyer（2006年），第39页
17. ↑  Stahl（2015年），第390页
18. ↑  Mazower（1993年），第199-202页
19. ↑  Mazower（1993年），第174页
20. ↑  Mazower（1993年），第19页
21. 1 2  张瀚涛（2017年），第588页
22. ↑  Stahl（2015年），第391页
23. 1 2  Brett-Smith（1976年），第62页
24. ↑  张瀚涛（2017年），第589页
25. ↑  Brett-Smith（1976年），第64页
26. 1 2 3  张瀚涛（2017年），第590页
27. ↑  Meyer（2006年），第648页
28. 1 2  Hutchinson（2024年5月6日）
29. ↑  Lee（1997年），第69-71页
30. ↑  United States. Office of the US High Commissioner for Germany（1951年），第7页
31. 1 2 3  Brett-Smith（1976年），第65页
32. ↑  Der Spiegel（1957年5月28日）
33. 1 2  张瀚涛（2017年），第591页
34. ↑  古德里安（2005年），第89页

## 資料來源
- Stahl, Friedrich-Christian. . Ueberschär, Gerd R.  (编). . Konrad Theiss Verlag. 2015. ISBN 9783806230437. OCLC 914434166 （德语）.
- Brett-Smith, Richard. . Osprey Pub. 1976. ISBN 9780850450736. OCLC 2745078 （英语）.
- Mazower, Mark. . Yale University Press. 1993. ISBN 9780300089233. OCLC 45854273 （英语）.
- 张瀚涛. . 北京: 台海出版社. 2017. ISBN 978-7-5168-1294-5 （中文（中国大陆））.
- United States. Office of the US High Commissioner for Germany. . Frankfurt: sn. 1951  [2025-07-24] （英语）.
- Lee, Martin A. . Little, Brown and Co. 1997. ISBN 9780316519595. OCLC 36066018 （英语）.
- Hutchinson, Robert. . Tablet Magazine. 2024-05-06  [2025-07-25] （英语）.
- . www.geocities.com.   [2025-08-04]. （原始内容存档于2009-07-29） （英语）.
- 古德里安. . 解放军出版社. 2005. ISBN 9787506548458. OCLC 302413091 （中文（中国大陆））.
- Beevor, Antony. . Γκοβόστη. 2004. ISBN 960-270-927-8 （希腊语）.
- Kaltenegger, Roland. . Motorbuch Verlag. 1998. ISBN 3-613-01867-5 （德语）.
- Meyer, Hermann Frank. . Βιβλιοπωλείον της Εστίας. 2009. ISBN 978-960-05-1423-0 （希腊语）.
- Meyer, Hermann Frank. . Βιβλιοπωλείον της Εστίας. 2009. ISBN 978-960-05-1425-4 （希腊语）.
- Meyer, Hermann Frank. . Βιβλιοπωλείον της Εστίας. 2006. ISBN 960-05-1112-8 （希腊语）.
- Rubenstein, Richard L.; Roth, John K. . Westminster John Knox Press. 1997. ISBN 978-0-8042-0777-5 （英语）.
- Stumpf, Reinhard. . Neue Deutsche Biographie 14: 69. 1985 （德语）.
- . Ritterkreuzträger 1939-1945. （原始内容存档于2011-01-05） （德语）.
- . Lexicon der Wehrmacht （德语）.
- Christopoulos, Georgios A.; Bastias, Ioannis K. . Αθήνα: Εκδοτική Αθηνών Α.Ε. 1978. ISBN 960-213-111-X （希腊语）.
- . Der Spiegel. 1957-05-28  [2025-08-04] （德语）.

| 军职                                   | 军职                                          | 军职                                |
| -------------------------------------- | --------------------------------------------- | ----------------------------------- |
| 前任者： 亚历山大·冯·法肯豪森中將      | 國防軍步兵學校校長 1930年2月1日-1933年9月30日 | 繼任者： 瓦爾特·施羅特上校          |
| 前任者： 库尔特·路德维希·冯·吉南特中將 | 第4軍區司令 1933年10月1日-1935年9月30日       | 繼任者： 维克托·冯·施韦德勒少將     |
| 前任者： 新設職位                      | 第4軍司令 1935年10月1日-1938年2月4日          | 繼任者： 维克托·冯·施韦德勒步兵上将 |
| 前任者： 新設職位                      | 第14軍團司令 1939年8月1日-1939年10月13日      | 繼任者： 改編為第12軍團             |
| 前任者： 改編自第14軍團                | 第12軍團司令 1939年10月13日-1941年10月29日    | 繼任者： 瓦爾特·昆策工程兵上將      |
| 前任者： 格特·馮·倫德施泰特元帥        | A集團軍司令 1942年6月26日-1942年9月10日       | 繼任者： 阿道夫·希特勒              |